# Olga Skabeyeva
Olga Vladimirovna Skabeyeva o Skabeeva (en ruso: Ольга Владимировна Скабеева; nacida el 11 de diciembre de 1984) es una presentadora de televisión y propagandista rusa. Skabeyeva recibió el apodo de "muñeca de hierro de Putin TV" por sus críticas a la oposición rusa

## Biografía
Nació en 1984 en Volzhsky, Volgograd Oblast, Unión soviética,donde se graduó en el instituto. En el décimo curso, decidió hacerse periodista. Estudió en la Facultad de Periodismo de la Universidad Estatal de San Petersburgo, donde se graduó con honores en 2008. Su carrera de periodismo empezó en un diario local.
Skabeyeva saltó a la fama en 2012-2013 con su cobertura del juicio a las Pussy Riot, el simultáneo aumento de las concentraciones antigubernamentales y las posteriores investigaciones penales sobre las actividades de los partidarios de la oposición rusa. Sus reportajes críticos con la oposición rusa provocaron que la crítica de televisión Irina Petrovskaya [Wikidata] la describiera como miembro de las "fuerzas de operaciones especiales" de la televisión estatal rusa, y su tono como "acusador y fiscal".
En 2015-2016, Skabeyeva presentó el programa de autor Vesti.doc en el canal de televisión Russia-1. Desde el 12 de septiembre de 2016, junto con su marido, Yevgeny Popov, presenta el programa de entrevistas sociales y políticas 60 Minutes en Russia-1, que se presenta como un programa de debate sobre temas de alto nivel.
En 2018, Skabeyeva participó en un intento de desacreditar la investigación británica sobre el envenenamiento de Sergei y Yulia Skripal Su programa de televisión dijo que el caso de envenenamiento de Skripal era "un elaborado complot británico para desprestigiar a Rusia".
Según una investigación de la Fundación Anticorrupción (FBK) publicada el 29 de julio de 2021, Skabeyeva y su marido, Yevgeny Popov, poseen bienes inmuebles en Moscú por un valor total de más de 300 millones de rublos (4 millones de dólares). Una investigación realizada en 2020 por el sitio web The Insider descubrió que Skabeyeva gana oficialmente 12,8 millones de rublos al año, su marido 12,9 millones. Sus únicas fuentes de ingresos declaradas son el holding mediático estatal All-Russia State Television and Radio Broadcasting Company y su canal de televisión subsidiario Russia-1.
Skabeyeva ha sido ganadora en dos ocasiones del Premio TEFI de la televisión rusa, recibiendo la distinción en 2017 y 2018.
Calificó la invasión rusa de Ucrania de 2022 como un esfuerzo "para proteger a la gente de Donbas de un régimen nazi" y dijo que era "sin exagerar, un cruce crucial en la historia." El 15 de abril de 2022, reaccionó al hundimiento del crucero ruso Moskva por parte de las fuerzas ucranianas, diciendo: "Se puede llamar con seguridad lo que ha escalado a la Tercera Guerra Mundial".